# چارلز کلاری
چارلز کلاری (انگلیسی: Charles Clary؛ ۲۴ مارس ۱۸۷۳ – ۲۴ مارس ۱۹۳۱) هنرپیشه اهل ایالات متحده آمریکا بود. از فیلم‌هایی که وی در آن نقش داشته است، می‌توان به تاوان اشاره کرد.